# منمنمات عربية
الْمُنَمْنَمَات الْعَرَبِيَّة هي لوحات صغيرة على ورق الرق أو الورق العادي، وعادةً ما تكون رسومًا توضيحية للكتب أو المخطوطات، ولكنها أيضًا في بعض الأحيان أعمال فنية منفصلة تشمل صفحات كاملة. يعود أقدم نموذج لهذا الفنّ إلى حوالي سنة 690م، مع ازدهار الفن بين عامي 1000 و1200. مرّ الشكل الفني بعدّة مراحل من التطور أثناء تلقيه التأثير الفارسي بسبب تفاعل الفنانين بين إيران والمناطق العربية، وخاصة في بلاد الرافدين (العراق). تناول الرسامون العرب الرسومات الصينيّة الذي جلبتها الغزوات المغوليّة، وفي النهاية مُزجت هذه الرسومات بالكامل مع الأشكال غير العربية واختلف هذا الفن عند العرب لاحقًا بسبب دخول الدولة العثمانية للعالم العربي. النوع العربي لهذا الفنّ أصل جميع أشكال المنمنمات الإسلامية (المنمنمات الفارسية والمنمنمات العثمانية والمنمنمات المغولية)، حيث كانت طبقَة النبلاء العرب أول من طالب بإنتاج المخطوطات المزخرفة في الخلافة، ولم ينتشر هذا الفنّ خارج العالم العربي إلّا بعد القرن الرابع عشر.
ومن بين فناني المنمنمات العربية إسماعيل الجزري، الذي رسم كتابه الخاص عن معرفة الأجهزة الميكانيكية المبتكرة.

## أصول المنمنمات العربية

### أول منمنمات العالم العربي
أول مخطوطة عربية من هذا النوع معروفة لا تزال محفوظة هي عمل يعود تاريخه إلى القرن الحادي عشر، وهو أطروحة عن النجوم الثابتة للصوفي، يعود تاريخها إلى حوالي عام 1009. وقد نسخ ابن المؤلف نفسه هذا العمل الفلكي، استنادا إلى نماذج كانت موجودة بالفعل في القرن السابق. لم تزدهر المنمنمات في العالم العربي إلا في نهاية القرن الثاني عشر، على الرغم من أن العديد من الأعمال ربما دمرت.

### عوامل ظهور المنمنمات العربية
عدة أسباب تفسر ظهور هذا الفن في نهاية القرن الثاني عشر وبداية القرن الثالث عشر. يتمتع العديد من الملوك بحكم طويل، مثل الخليفة العباسي الناصر أو الوصي آنذاك ملك الموصل بدر الدين لؤلؤ (1218-1259)، مما ساهم في ازدهار هذه المنطقة وظهور خلفية ثقافية غنية. يوجد أيضًا في هذه المدينة فئة من التجار الأثرياء من المحتمل أن يطلبوا مثل هذه الأعمال. تتوافق الأعمال التي لا تزال محفوظة حتى اليوم مع نهاية فترة الازدهار هذه، النصف الأول من القرن الرابع عشر.
يبدي هذا المجتمع اهتمامًا كبيرًا بالمسرح وخاصةً بالدمى ومسرح الظل. يذكرنا مظهر الشخصيات المصورة في المنمنمات بالشخصيات الموجودة في هذه العروض. بالإضافة إلى ذلك، يعرف العصر حماسًا كبيرًا لجلسات أو مقامات الحريري، وهي حكايات تُظهر شخصية تحدث لها العديد من المغامرات. قد يفسر الدمج بين مراكز الاهتمام هذه التكليف بإعداد المخطوطات لهذا النص. كما يشرح ولادة الرسم النوعي، المرتبط بالتمثيل الواقعي لتفاصيل الحياة اليومية في ذلك الوقت في الرسم التوضيحي للنصوص.

## تأثيرات
الفن التشكيلي معروف للعرب منذ عصور ما قبل الإسلام. وجد من أقدم فترات التاريخ الإسلامي، العديد من الأمثلة الفنية مثل اللوحات الجدارية ونقوش بشر والحيوانات التي تزين قصور العصر الأموي، كما في واجهة الماشتا الشهيرة أو قصور العصر العباسي. مثال آخر هو الفاطميون الذين قادوا نهضة في الفنون العربية. فهم الذين ساهموا في تطوير الفنون العربية من كل الأنواع. بالإضافة إلى التأثيرات الخلافة المختلفة، هناك أيضًا تأثير سوري بيزنطي من القرن الثاني عشر وتأثير فارسي يمكن العثور عليه في المخطوطات العراقية التي تم إنتاجها بعد استيلاء المغول على بغداد.

### التأثير الفارسي
العديد من المخطوطات العربية لها واجهات تصور أمَراء محاطين ببلاطهم. على الرغم من أنها مخصصة لعامة الناس أو التجار الأثرياء أو غيرهم، احتفظ البعض بواجهة المخطوطات الفارسية التي استوحوا منها. تمثل صور الأمير هذه الشخصيات الهيراطيقية والمجمدة. هذه كانت أعمال أدبية بشكل عام مخصصة للترفيه.

### التأثير الشامي البيزنطي
في نهاية القرن الثاني عشر، ظهر تأثير جديد: كانت اللوحة القديمة التي جاءت من خلال المخطوطات البيزنطية التي تطورت في بلاد الشام. يتم تناول الأيقونات المسيحية ولكنها طتبك على السياق الإسلامي. هذا هو الحال بشكل خاص بالنسبة للمخطوطات ذات الأصل القديم. وهكذا تأخذ مخطوطة ديوسقوريدس طوب قابي نماذج مأخوذة من المخطوطات البيزنطية التي يمكن العثور عليها في ديوسكوريدس في فيينا المنسوخة في القسطنطينية في القرن السادس. نجد هذا التأثير في المخطوطات المستوحاة من الفلسفة اليونانية، مثل أفضل الجمل وأثمن أقوال المبشر في مخطوطة توبكابي التي تجمع تمثيلات المفكرين القدامى. لكننا نجد هذا التأثير أيضًا في المخطوطات دون أي مكان مع التقاليد القديمة، كما هو الحال في العديد من مخطوطات المقامات. في «حريري عام 1222» /(BNF Ar.6094)، فإن الشخصيات التي ترتدي عمامات رغم ذلك لها سمات ومواقف بيزنطية قريبة من المسيح أو رسله.

## أنواع النصوص المزخرفة
يتم تصنيف تلك المخطوطات إلى نوعين: الكتب العلمية والمخطوطات الأدبية. تم إنشاء مراكز لتصنيع المخطوطات بشكل خاص في بغداد والموصل وشمال سوريا، حتى لو كان من الصعب تحديد أصل الأعمال في كثير من الأحيان.

### المخطوطات العلمية
المجال الرئيسي الذي تنتشر فيه المخطوطات المزخرفة هو الأعمال العلمية. غالبًا تكون المنمنمات عن الحيوانات، والطب البيطري وخاصة علم الهيبيات مثل كتاب الفن البيطري لأحمد بن حسين. هناك أيضًا كتب عن دستور الأدوية أو مضادات السموم، غالبًا ما تكون مستمدة من نصوص الأطباء القدماء. كتاب تيرياك هو أشهر مثال مستوحى من جالينوس. كتب عن الميكانيكا والأوتوماتا، وأشهرها على وجه الخصوص، كتاب معرفة العمليات الميكانيكية للجزري عام 1206، مهندس السلطان الأرتقيد ناصر الدين محمود. وكذلك أطروحات عن علم نشأة الكون أو علم الكونيات.

### المخطوطات الأدبية
توفر مخطوطات المقامات، التي سبق ذكرها، فرصة لنشر أيقونية مستوحاة مباشرة من الحياة اليومية في المدن العربية في ذلك الوقت. هذه الأيقونات مستمدة أيضًا من نماذج أجنبية، ولا سيما الهندية. كانت قصص الحب حاضرة للغاية في الأدب العربي، ولاكن يُعرف سوى مخطوطتين، وأشهرهما حديث بياض ورياض. هذا الأخير له خصوصية أخرى لكونه أحد الأعمال المزخرفة النادرة المنتجة في المغرب العربي أو الأندلس في ذلك الوقت.

## التدهور التدريجي
كان استيلاء الجيوش المغولية على بغداد عام 1258 بمثابة بداية تراجع في فن تزيين الكتب. استمرت المنمنمات في سوريا ومصر، تحت سيطرة المماليك، لكن أسلوبها أقل أصالة وأبسط. مع سقوط المماليك، أصبحت معظم الدول العربية مناطق تنتمي للإمبراطوريتين العثمانية والفارسية، وفقط مراكز هذه الإمبراطوريات هي التي يمارس هذا الفن.

### الفن تحت سيطرة المغول
كان على المنمنمين التكيف مع أذواق السادة الجدد وجلب المغول معهم التأثيرات الصينية. يظهر هذا التأثير بشكل خاص في كتاب ابن بختيشو عن فائدة الحيوانات (مكتبة بيربونت مورغان، M.500)، آثار الماضي لجامعة إدنبرة (م 161) بتاريخ 1307 أو حتى روائع الخلق وخصوصياتهم من المكتبة البافارية الحكومية (سي المادة 464). ومع ذلك، يظل هذا الفن بلا مستقبل، حيث أصبح العراق تدريجياً منطقة تابعة للإمبراطورية الفارسية المغولية وتختفي شبكة الرعاة المحليين تدريجياً.

### الفن المملوكي
يمثل فن المماليك آخر محاولة إحياء للمنمنمات في العالم العربي. استخدم فن الرسم المملوكي أسلوبًا صارمًا، مثل النظام الذي كان سائدًا في ذلك الوقت في مصر وسوريا. كانت الموضوعات التي تتناولها الكتب مماثلة لتلك الموجودة في الفترات السابقة (النصوص العلمية والأدبية)، وقد تم إنشاء اهتمام جديد في مجال أطروحات الحرب. الشكلية هي السمة الرئيسية للمخطوطات في هذه الفترة: الزخارف تخطيطية ومختصرة إلى أدنى حد، تركيبات هندسية، ثنيات منمنمة من الملابس. تأخذ ملامح الشخصيات أحيانًا سمات الشخصيات المغولية، بعينين مغمضتين، مثل بعض الأمراء والملوك المماليك. تعود أقدم مخطوطة في هذا النمط إلى عام 1273 مع مأدبة الأطباء لابن بطلان (مكتبة أمبروزيانا، A.125 Inf.). واحدة من المخطوطات الأكثر نموذجية لهذا النمط هي مقامات فيينا، والتي من المحتمل أن تكون رُسمت في مصر عام 1334.

### آخر منمنمات العالم العربي
من آخر المخطوطات العربية المزخرفة المهمة نسخة من عجائب خلق القزويني مؤرخة حوالي 1370 و1380 في بغداد (معرض فرير للفنون، 54.33-114). تُظهر التأثيرات المغولية والفارسية، على الرغم من أنها لا تزال وفية للتقاليد العربية القديمة. بعد ذلك، فقدت المخطوطات النادرة القليلة التي ما زالت تُنتَج في هذه المنطقة أصالتها واستوعبت تمامًا الطراز العثماني أو الفارسي.

## معرض الصور

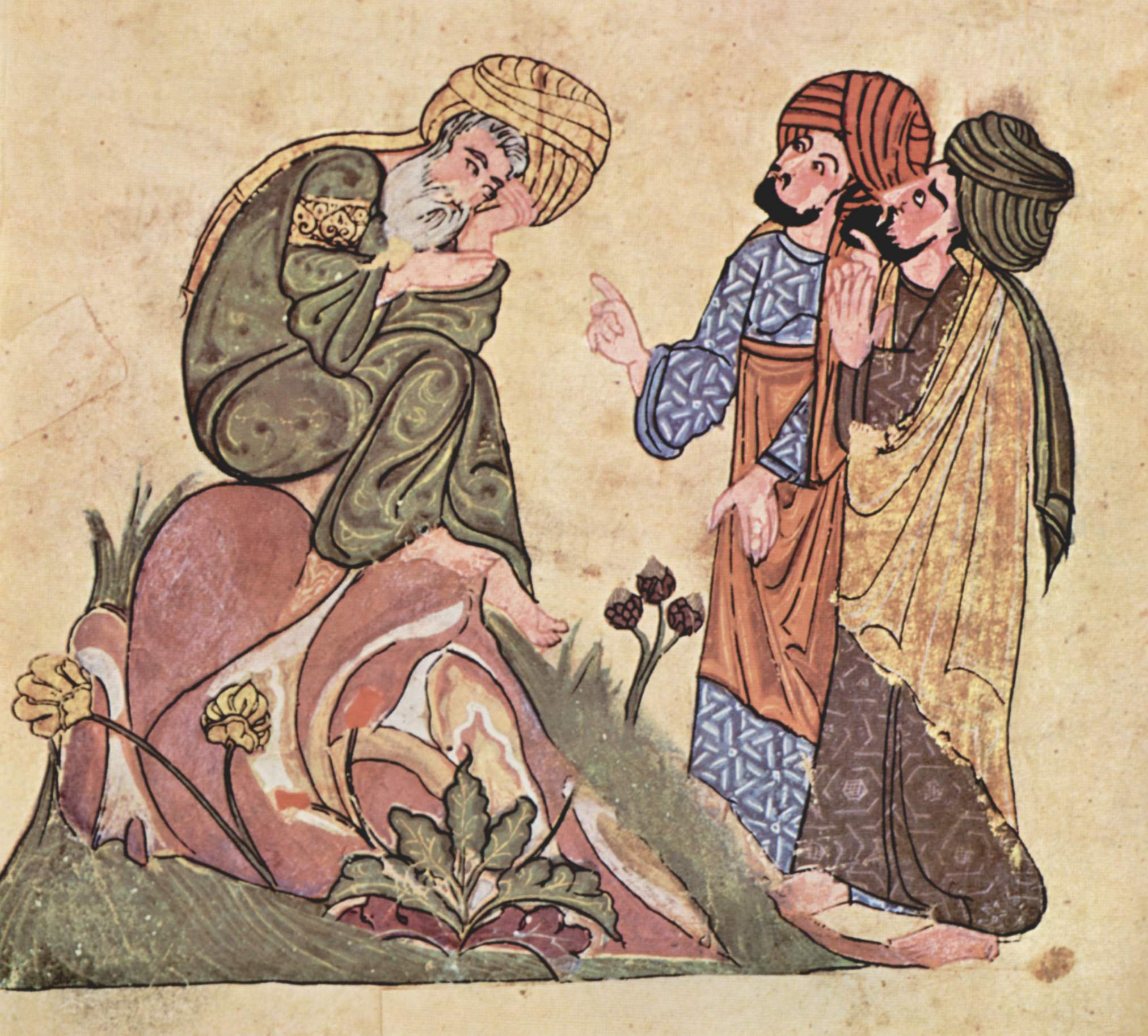
"كتاب مختار الحكم" المبشر بن فاتك، مخطوط، القرن الثالث عشر.
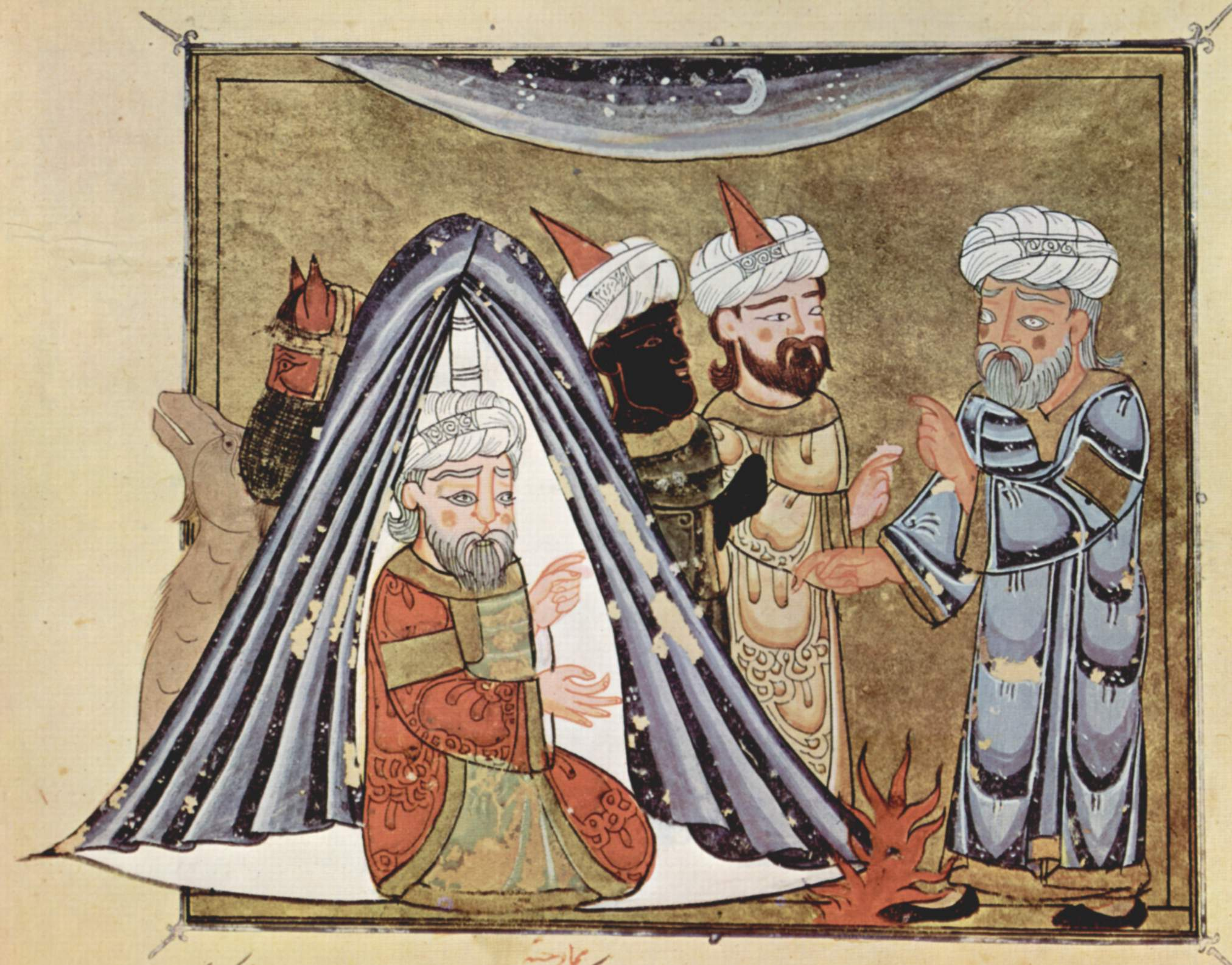
منمنمة عربية، الحارث بن أبي شمر.
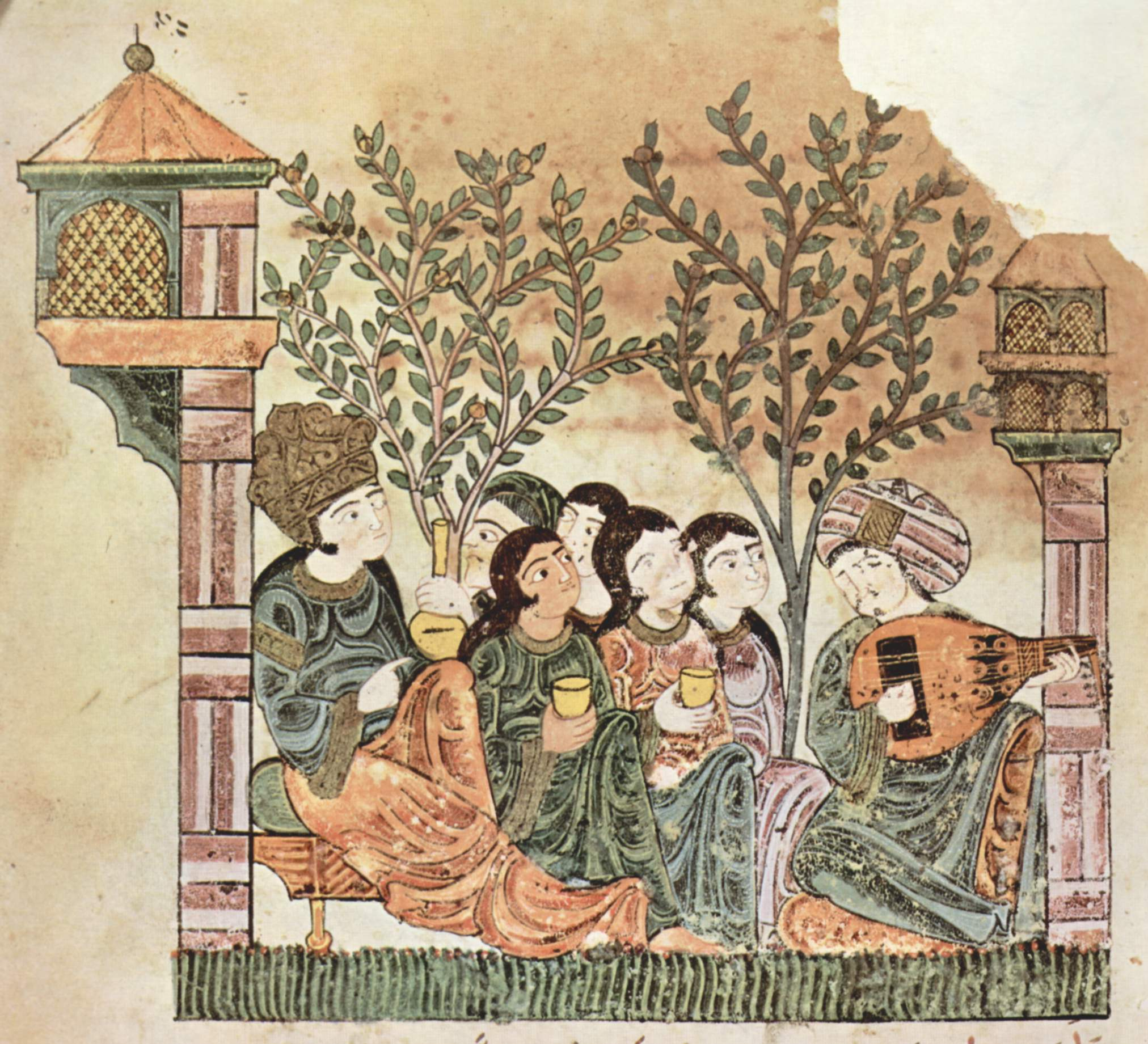
"حديث بياض ورياض" مخطوطة مصورة من الأندلس.
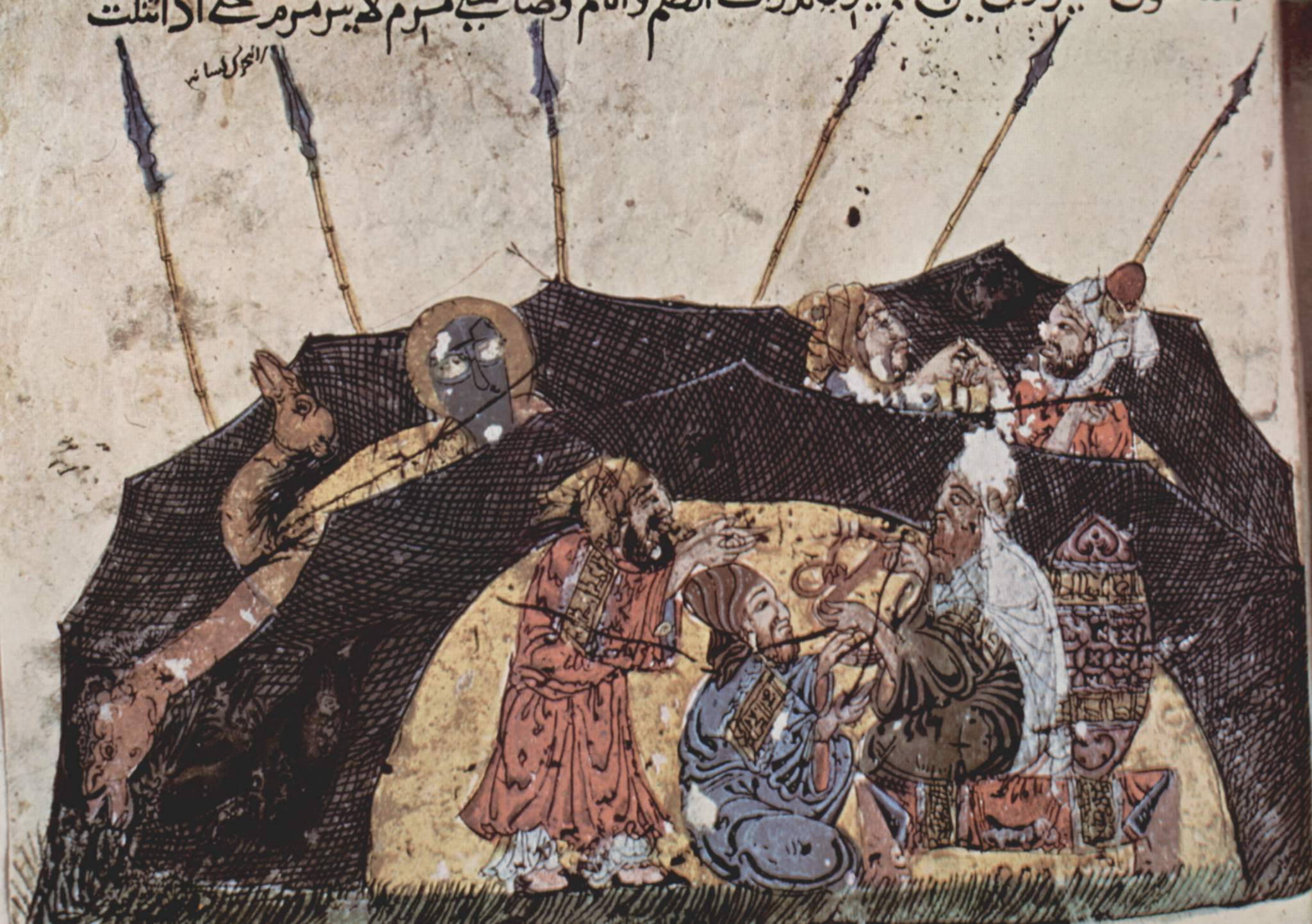
مقامة للحريري (المقامة 43) قصة المسافر المفقود.
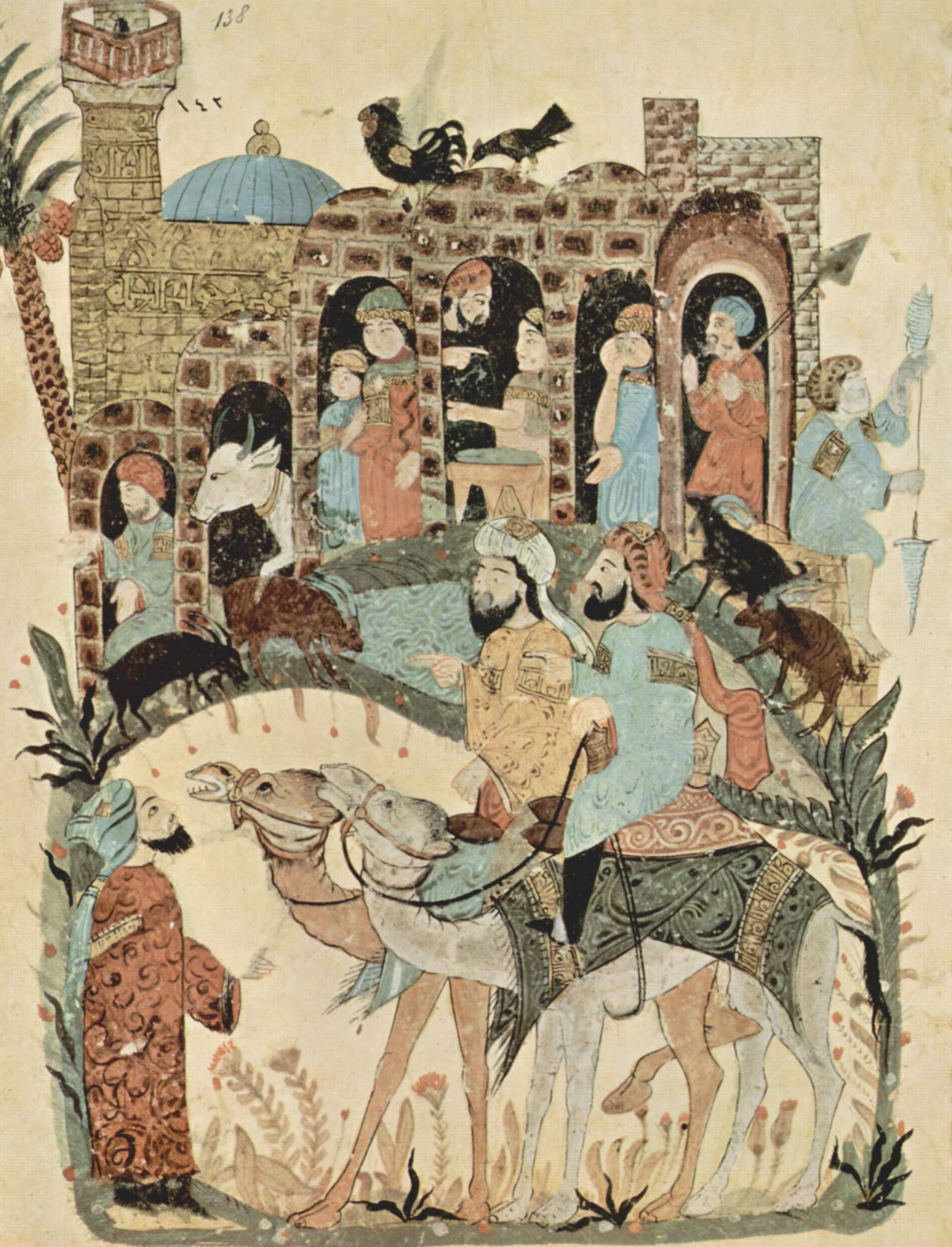
مقامات الحريري. مشهد القرية مع الحيوانات، يحيى بن محمود الواسطي.
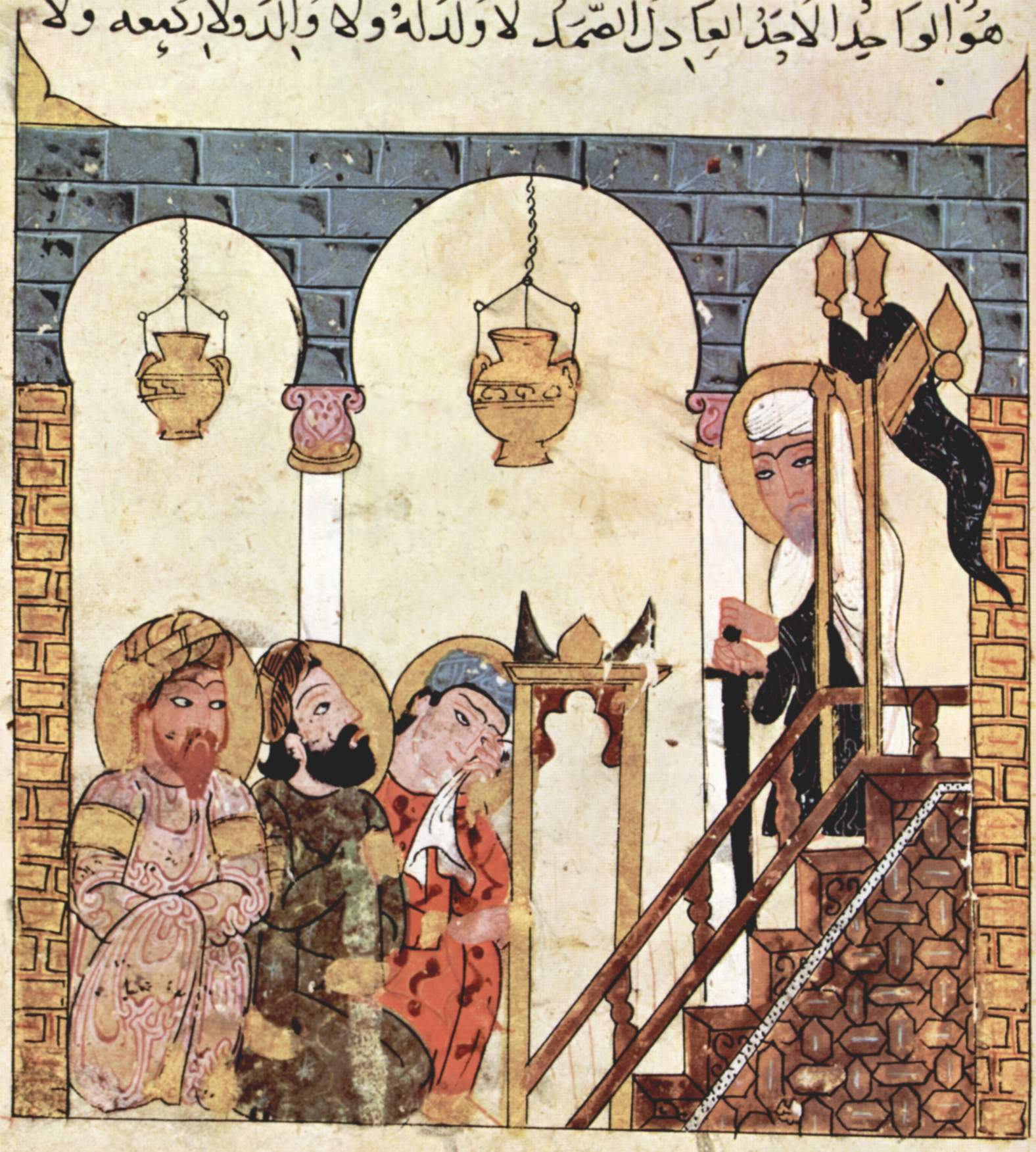
أبو زيد يخطب في مسجد سمرقند، حوالي 1300. مقامات أبو محمد القاسم الحريري، مخطوطة سورية.
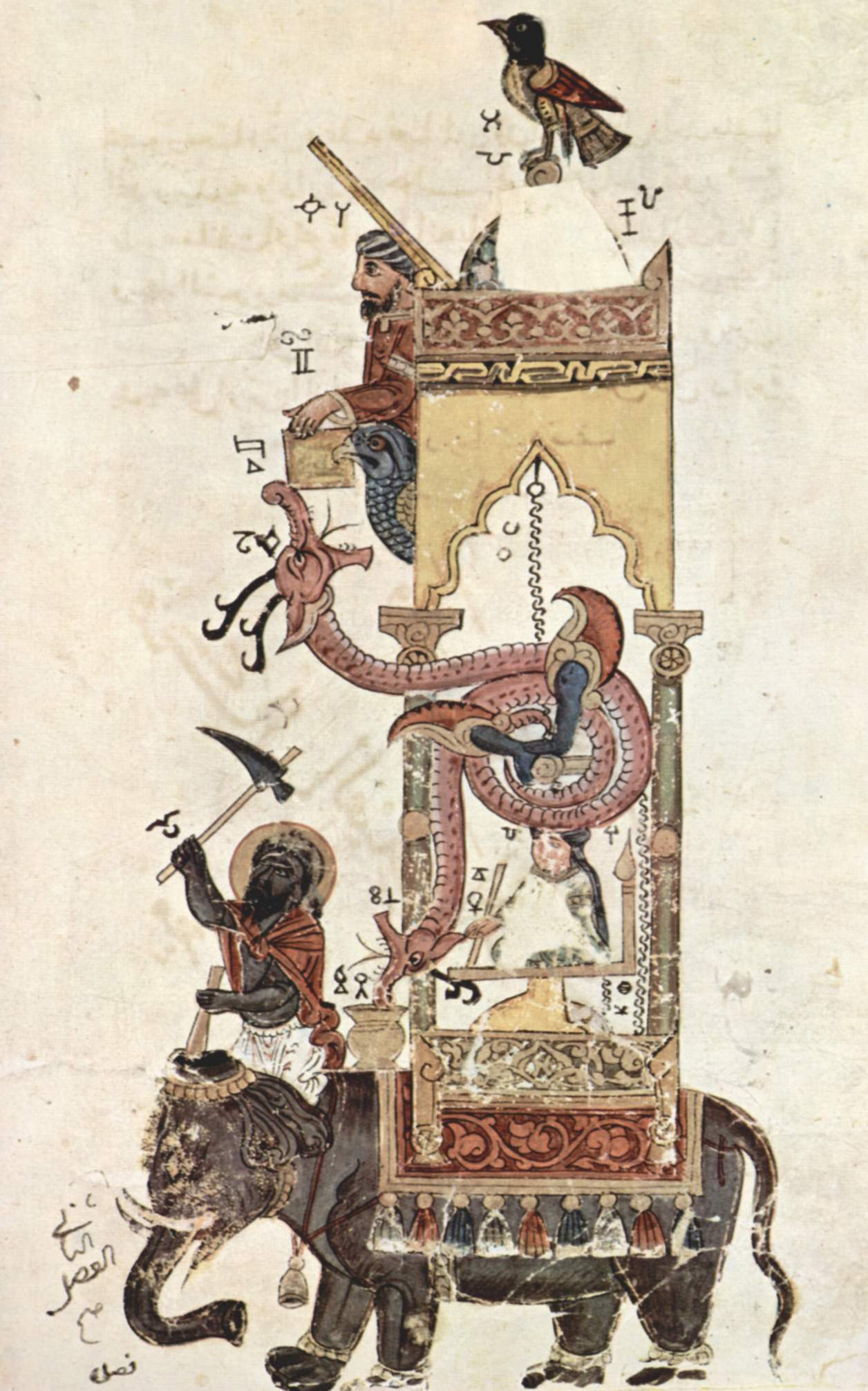
ساعة الفيل، الجزري.
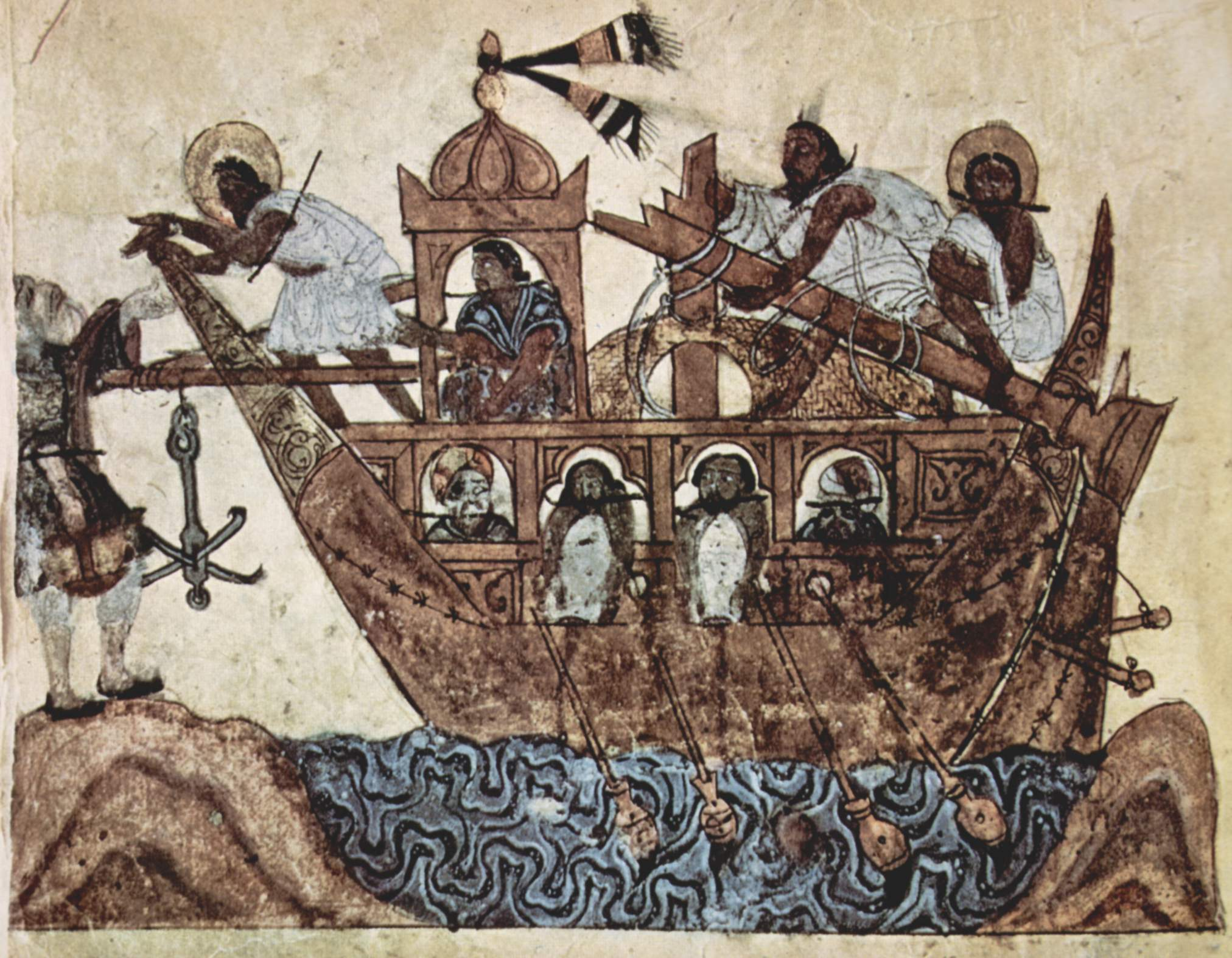
سفينة داو العربي، ج. 1230م رسام عراقي.
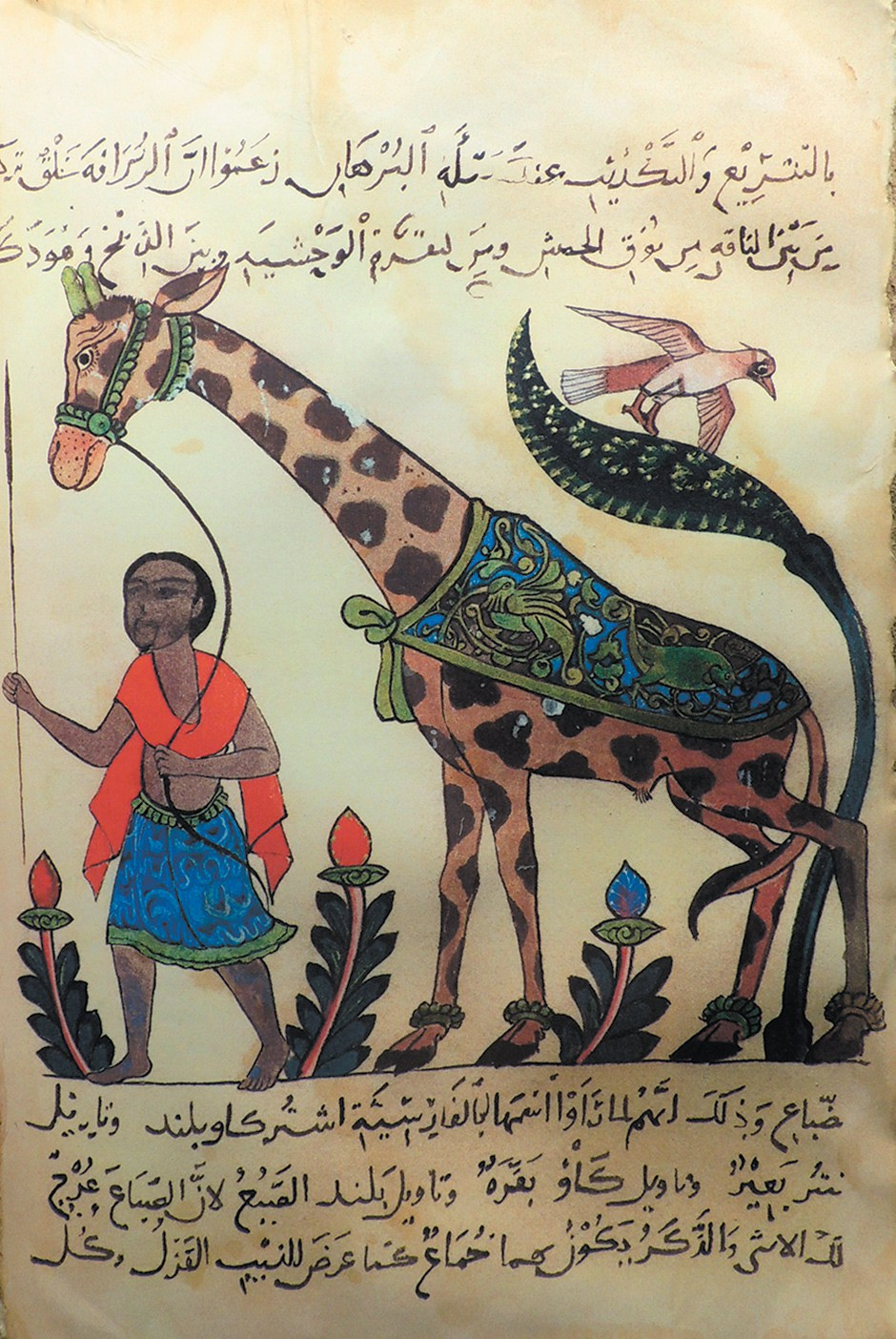
زرافة من كتاب الحيوان للجاحظ.
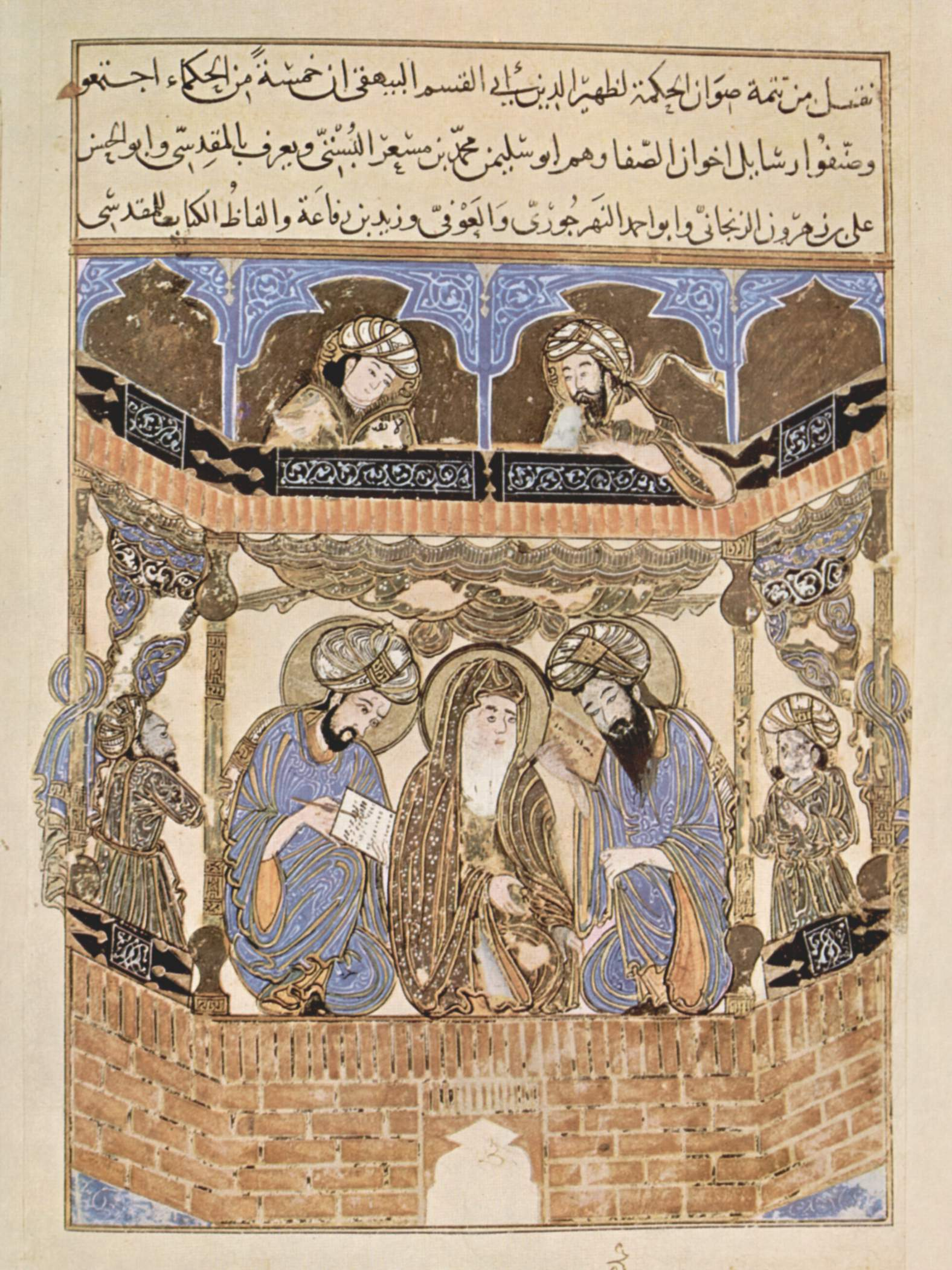
زخرفة مخطوطة عربية من القرن الثاني عشر الميلادي تُظهر إخوان الصفا.
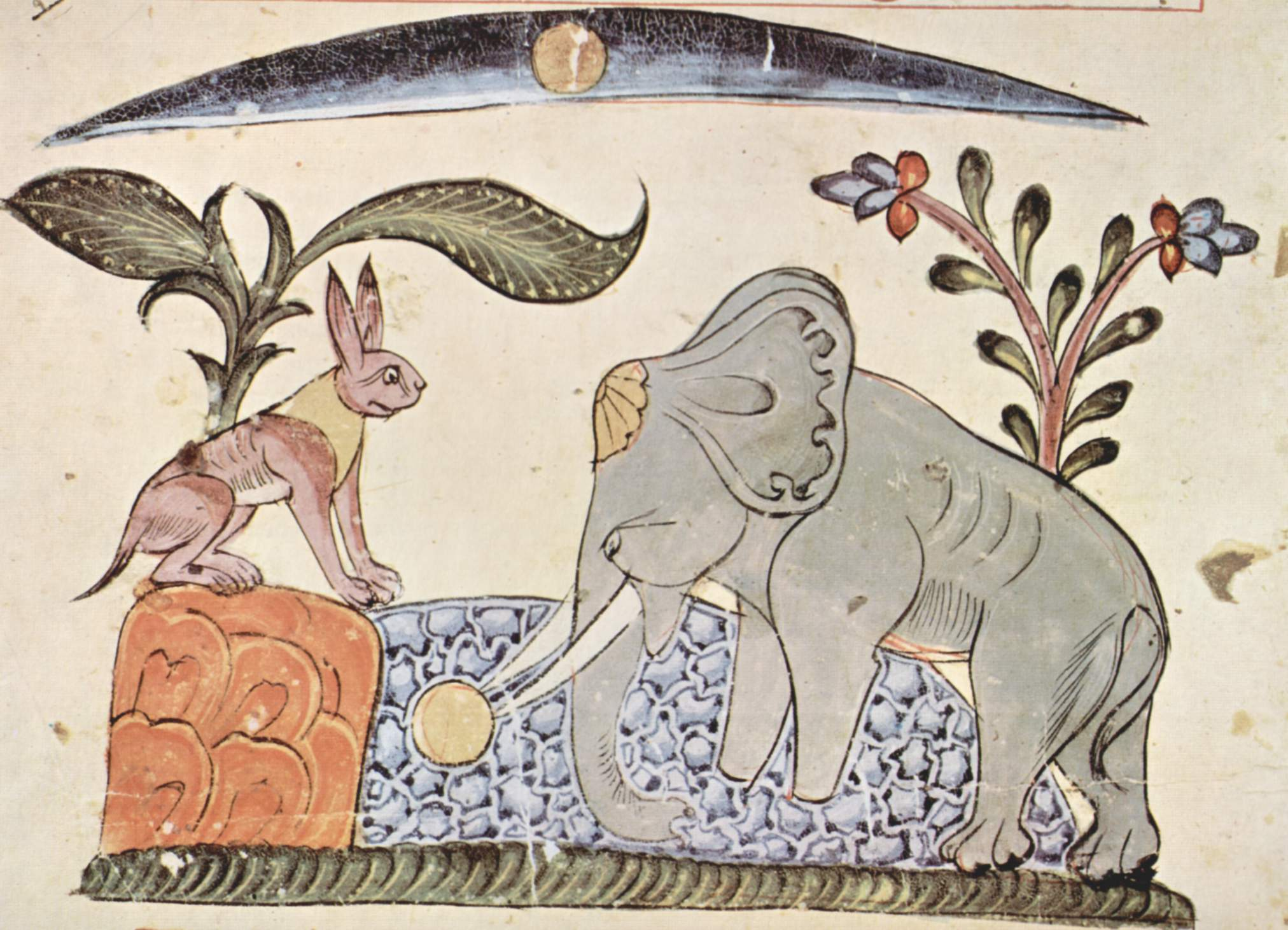
1310 رسم سوري كليلة ودمنة.
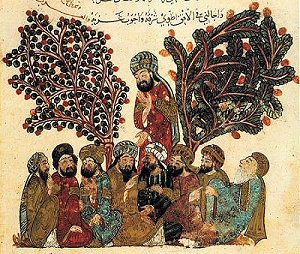
مقامات بديع الزمان الهمذاني، القرن التاسع.
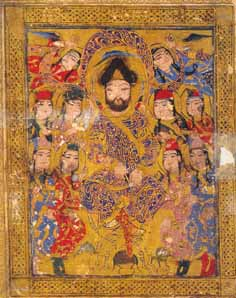
واجهة مخطوطة كتاب الأغاني، أبو الفرج الأصفهاني.
مقامة للحريري، يحيى بن محمود الواسطي.
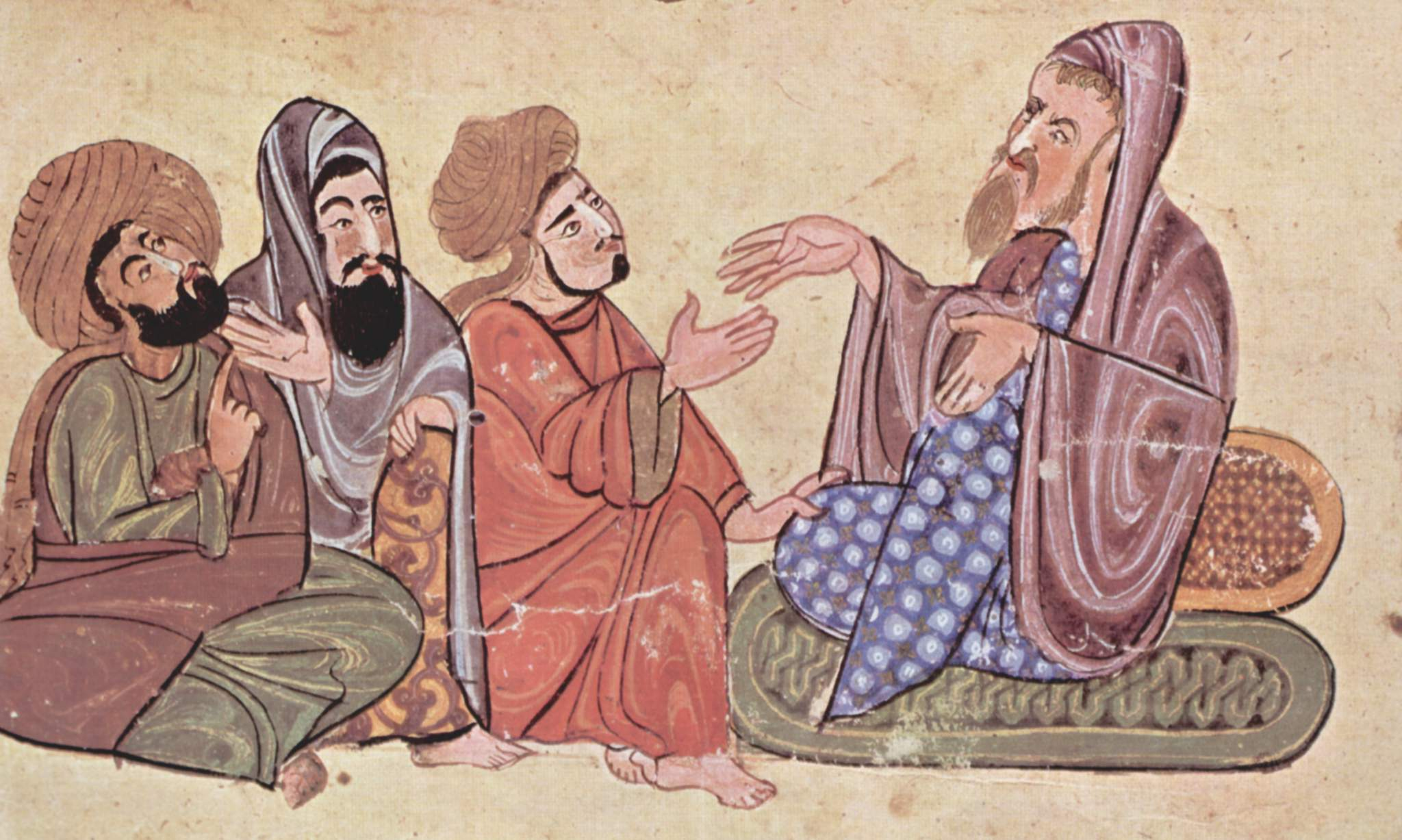
"كتاب مختار الحكم" المبشر بن فاتك، مخطوط سوري حوالي 1250.